# 保科孝一
保科 孝一（ほしな こういち、明治5年9月20日（1872年10月22日） - 昭和30年（1955年）7月2日）は、日本の国語学者、文部官僚。

## 経歴

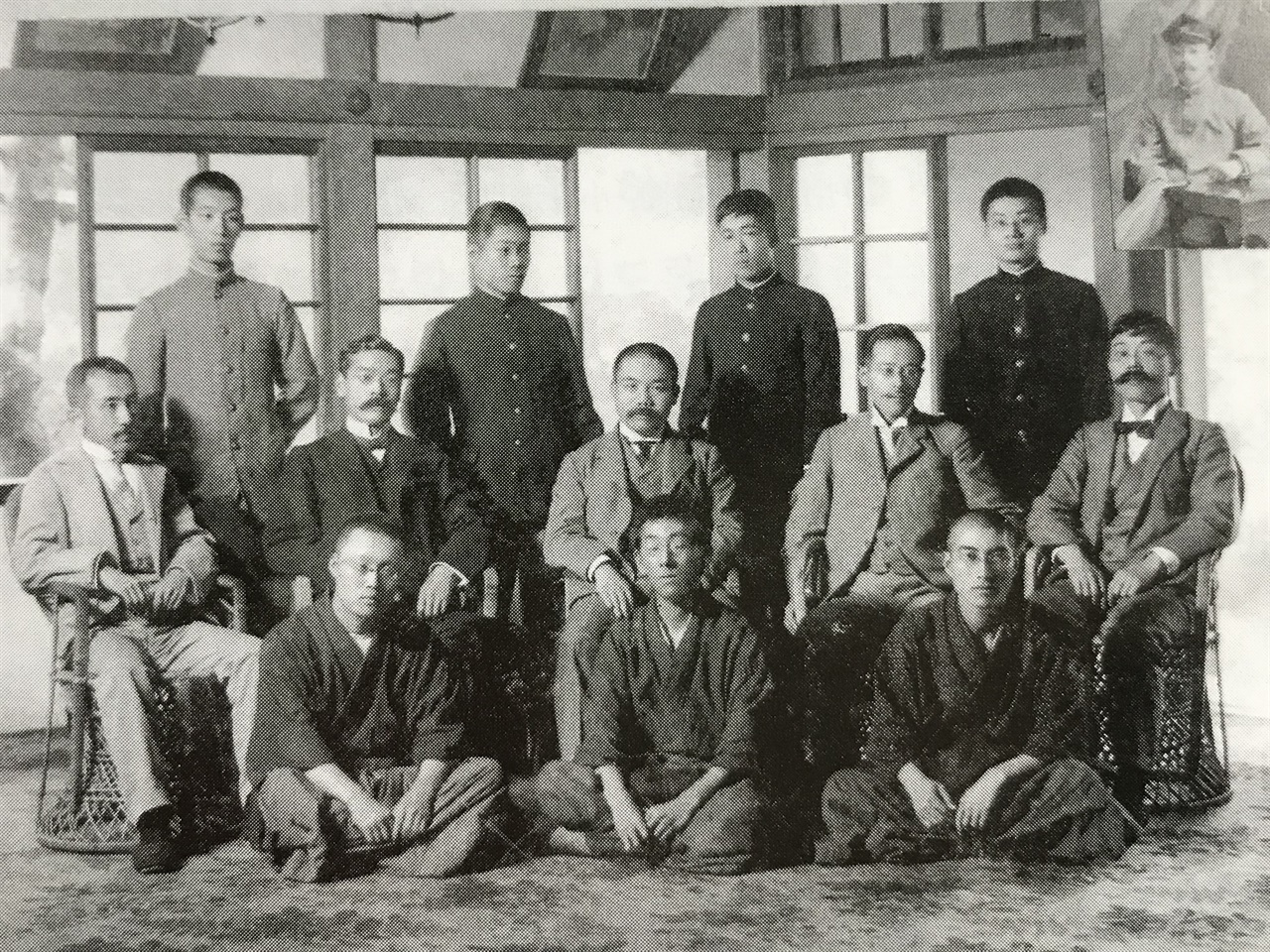
東京帝国大学言語学科（1905年）。
前列右から小倉進平、伊波普猷、神田城太郎。中列右から保科孝一、八杉貞利、上田万年、藤岡勝二、新村出。後列右から橋本進吉、徳沢（徳沢健三？）、後藤朝太郎、金田一京助。
伊波普猷生誕百年記念会編『伊波普猷 : 1876-1947 生誕百年記念アルバム』1976年、19頁。

1872年、置賜県米沢（現・山形県米沢市）に米沢藩士の保科忠次郎の子として生まれた。第一高等学校を経て、1897年（明治30年）帝国大学国文科を卒業。卒業後は、上田萬年の創設した国語研究室の助手となった。アメリカ合衆国の言語学者であるウィリアム・ドワイト・ホイットニーの研究の紹介者として言語学者としてのキャリアを出発させた。そして研究にあたっては国内初の方言採集簿を作り、八丈方言の文法研究に先鞭をつけた。
1898年（明治31年）、文部省図書課嘱託となり、国語国字問題の研究調査に当たる。以来1947年（昭和22年）まで50年にわたって国語政策に関わった。一貫して表音式仮名遣い、漢字廃止を最終目標とする漢字制限、公的機関での口語文の採用を主張し続けた。
小学校令（明治33年勅令）策定に先だって、発音主義の假名遣い（いわゆる棒引假名遣い）を上申。1901年（明治34年）国語調査委員会設置にあたり補助委員。1902年（明治35年）東京帝国大学助教授。1904年（明治37年）教科書の国定化に伴い編修委員。1911年（明治44年）文部省命令により国語教育・国語政策の調査のためドイツとフランスに調査・研究出張し、1913年（大正2年）に帰国。1916年（大正5年）雑誌『國語敎育』創刊。1927年（昭和2年）、教授に昇進して退職した。その後は、東京高等師範学校教授、1930年（昭和5年）東京文理科大学教授として教鞭をとり、研究を続けた。
八紘一宇が国是とされた戦中は、民族固有の精神が融け込んでいる国語を他の民族に移植し文化を普及するため、標準語統一の必要性を同化政策の観点から主張した。その一環として国語審議会で「標準漢字表」を制定し、山田孝雄をはじめとした国粋主義的な国語学者から激しい反発を招いた。戦後は漢字制限、仮名遣い改定を実現させ、国語改革の原型を作った。

## 家族・親族
- 父：保科忠次郎は米沢藩士。
- 伯父：宮島誠一郎は明治時代にかけて活躍した官僚・政治家。

## 著書

### 単著
- 『言語発達論』（ホイトニー 抄訳）冨山房、1899年。
- 『国語学小史』大日本図書、1899年。
- 『言語学大意』国語伝習所、1900年。
- 『国語教授法指針』宝永館書店、1901年。
- 『言語学講話』宝永館、1902年。
- 『言語学』 早稲田大学出版部, 1902
- 『改定仮名遣要義』 弘道館, 1907
- 『国語学史』 早稲田大学出版部, 1907
- 『国語学精義』 同文館, 1910
- 『日本口語法』 同文館, 1911
- 『独逸国内各都市の小学校に於ける国語教育に関する報告』 文部省, 1913
- 『国語教育及教授の新潮』 第1 弘道館, 1914
- 『伯林と巴里』 冨山房, 1914
- 『最近国語教授上の諸問題』 教育新潮研究会, 1915
- 『最近綴り方教授の新潮』 同文館, 1915
- 『国語教授法精義』 育英書院, 1916
- 『大正日本文法』 育英書院, 1917
- 『実用口語法』 育英書院, 1917
- 『国語教育を語る』 育英書院, 1932
- 『国語政策』 刀江書院, 1936
- 『国語と日本精神』 実業之日本社, 1936
- 『新編女子日本文法教授要領』 光風館書店, 1937
- 『大東亜共栄圏と国語政策』 統正社, 1942
- 『和字正濫抄と仮名遣問題』 日本放送出版協会, 1942 (ラジオ新書)
- 『国語問題五十年』 三養書房, 1949
- 『ある国語学者の回想』朝日新聞社、1952年。

### 共編著
- 『大正漢和字典』 湯沢幸吉郎共編 育英書院, 1922
- 『詳解漢和新辞典』 塚田芳太郎共編 健文社, 1926